# L'aventura del carboncle blau
L'aventura del carbuncle blau (anglès: The Adventure of the Blue Carbuncle) és una de les 56 històries breus de Sherlock Holmes escrites per Sir Arthur Conan Doyle, la setena història de dotze de la col·lecció Les aventures de Sherlock Holmes. Va ser publicat per primera vegada a The Strand Magazine el gener de 1892.

## Trama
Mentre Londres es prepara per al Nadal, els diaris informen del robatori d'una pedra preciosa gairebé inestimable, el "Carboncle Blau", de la suite de l'hotel de la Comtessa de Morcar. La policia arresta John Horner, un lampista amb antecedents penals que es trobava a l'habitació de la comtessa reparant una reixa de la llar de foc.
Mentrestant, al 221B de Baker Street, el doctor Watson es troba en Sherlock Holmes contemplant un barret vell maltractat que li va portar Peterson, un comissari que demana l'ajuda d'Holmes per retornar-lo i una oca de Nadal als seus legítims propietaris després que els trobés caigut al carrer durant un baralla. Una etiqueta de nom a l'oca que diu "Henry Baker" és de poca ajuda, ja que el nom és molt comú. En última instància, Peterson s'emporta l'oca a casa per sopar mentre Holmes es queda el barret per estudiar com a exercici intel·lectual.
Un Peterson emocionat troba la joia robada al pap de l'oca. Holmes estudia el barret, deduint l'edat, la posició social, l'intel·lecte i l'estatus domèstic de Baker. Quan Baker apareix en resposta als anuncis que Holmes va col·locar als diaris de Londres, Holmes li ofereix una nova oca. Acceptant feliçment l'ocell de substitució, Baker rebutja les entranyes de l'ocell original, convèncer a Holmes que no sabia res de la gemma i que havia comprat l'oca innocentment, com diu, a l'Alpha Inn, un pub prop del Museu Britànic.
Holmes i Watson visiten el pub, on el propietari els informa que l'ocell havia estat comprat a un distribuïdor de Covent Garden. No obstant això, aquest últim es nega a ajudar, queixant-se que ha estat molestat repetidament per un altre home sobre les oques comprades per l'Alpha Inn. En adonar-se que no és l'únic conscient de la importància de l'oca, Holmes enganya el distribuïdor perquè reveli que l'ocell li va ser subministrat per la seva criadora, la senyora Oakshott de Brixton. Arriba l'altre "inquisidor" del distribuïdor: és James Ryder, cap de l'hotel on va ser robada la joia.

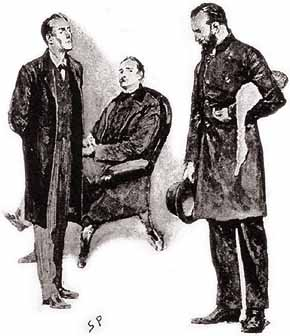
Mr. Naker recull l'oca

De tornada a Baker Street, un Ryder pentit admet que ell i el seu còmplice, la criada de la comtessa, havien aconseguit incriminar Horner, creient que el seu passat criminal el convertiria en un boc expiatori fàcil. Durant una visita a la seva germana, la senyora Oakshott, Ryder va decidir fer empassar la joia a una oca que li havia promès com a regal, però havia confós l'ocell amb un altre. Quan es va adonar del seu error, la seva oca ja s'havia venut. Com que és Nadal, Holmes s'apiada de Ryder i li permet marxar d'Anglaterra, arribant a la conclusió que aquest s'espanta massa pel que va passar per tornar a ofendre. Holmes confia que Horner serà alliberat un cop el cas dsparegui contra ell.

## Historial de publicacions
"The Adventure of the Blue Carbuncle" es va publicar per primera vegada amb vuit il·lustracions de Sidney Paget a The Strand Magazine el gener de 1892, , i a l'edició nord-americana de The Strand el febrer de 1892. També es va incloure a la col·lecció de contes Les aventures de Sherlock Holmes publicat l'octubre de 1892.

## Adaptacions

### Cinema i televisió
Un curtmetratge mut basat en la història es va estrenar el 1923 com a part de la sèrie de pel·lícules Stoll protagonitzada per Eille Norwood com Sherlock Holmes.
Peter Cushing va interpretar Sherlock Holmes a la sèrie de la BBC de 1968. "L'aventura del Carboncle Blau" és un dels sis episodis supervivents.
Algimantas Masiulis va interpretar Sherlock Holmes en una adaptació cinematogràfica per a televisió de Belarusfilm (1979).
El 1984 la història va ser objecte d'un episodi de la versió de Granada TV dirigida per David Carson i protagonitzada per Jeremy Brett.
La sèrie de televisió d'animació Sherlock Holmes al segle XXII presentava una adaptació de la història, substituint l'oca per un peluix blau anomenat "Carboncle" i la pedra amb un microprocessador.
L'any 2014, es fa referència a " The Empty Hearse " de la sèrie de televisió de la BBC Sherlock, en què Sherlock i Mycroft Holmes fan deduccions sobre un home del seu barret. Mycroft Holmes va ser interpretat per Mark Gatiss.

### Ràdio i audio drames
Edith Meiser va adaptar "The Adventure of the Blue Carbuncle" com a episodi de la sèrie de ràdio  The Adventures of Sherlock Holmes. L'episodi es va emetre el 28 de desembre de 1932 (amb Richard Gordon com Sherlock Holmes i Leigh Lovell com el Dr. Watson). ). Meiser també va adaptar la història per a la sèrie de ràdio  The New Adventures of Sherlock Holmes com a episodi que es va emetre el 4 de gener de 1940 (amb Basil Rathbone com Holmes i Nigel Bruce com Watson). Un altre episodi adaptat de la història es va emetre el 25 de desembre de 1944 (de nou protagonitzat per Rathbone i Bruce, i amb Eric Snowden com Peterson). Una adaptació escrita per Howard Merrill es va emetre el 26 de desembre de 1948 (amb John Stanley com a Holmes i Wendell Holmes com a Watson).
Una dramatització de ràdio adaptada per Felix Felton es va emetre al BBC Home Service el 10 de desembre de 1952, com a part de la sèrie de ràdio 1952–1969 protagonitzada per Carleton Hobbs com Holmes i Norman Shelley com Watson. Altres adaptacions de la història de la mateixa sèrie es van emetre al BBC Home Service el 25 d'octubre de 1957 i al BBC Light Program el 29 de desembre de 1961 (adaptat per Michael Hardwick).
Una adaptació de la BBC de 1954 protagonitzada per John Gielgud com Holmes i Ralph Richardson com Watson. La producció es va emetre per primera vegada al BBC Light Program el 14 de desembre de 1954, i també es va emetre a la ràdio NBC el 13 de març de 1955.
Un drama d'àudio basat en la història es va estrenar el 1970 en disc LP, com un dels diversos drames protagonitzats per Robert Hardy com Holmes i Nigel Stock com Watson. Va ser dramatitzat i produït per Michael Hardwick (que va adaptar l'adaptació de ràdio de 1961) i Mollie Hardwick.
"The Adventure of the Blue Carbuncle" va ser adaptat com a episodi de la CBS Radio Mystery Theatre amb Kevin McCarthy com Sherlock Holmes i Court Benson com el Dr. Watson. L'episodi es va emetre per primera vegada el 25 de juliol de 1977.
Una producció de ràdio adaptada per Bill Morrison es va emetre el 23 de juliol de 1978, amb Barry Foster com a Holmes i Barry Foster com a Watson, com una de les 13 històries de Holmes adaptades per a BBC Radio 4.
Una adaptació de ràdio de la BBC es va emetre el 2 de gener de 1991, com a part de la sèrie de ràdio 1989–1998 protagonitzada per Clive Merrison com Holmes i Michael Williams com Watson. L'episodi va ser adaptat per Bert Coules, i va comptar amb Peter Blythe com a James Ryder, Ben Onwukwe com a John Horner i Christopher Good com a Peterson.
Un episodi de la sèrie de ràdio The Classic Adventures of Sherlock Holmes va ser adaptat de la història. Protagonitzat per John Patrick Lowrie com Holmes i Lawrence Albert com Watson, l'episodi es va emetre el 28 de desembre de 2008.

### Llibres
Va ser adaptat a un dels llibres de la sèrie de llibres per a nens de Hong Kong El gran detectiu Sherlock Holmes, com "The Fat Goose and Blue Carbuncle" (肥鵝與藍寶石 – L'anec gras i el carboncle blau). És el tercer llibre de la versió original xinesa, i el sisè de la versió anglesa